# Pseudapis carcharodonta
Pseudapis carcharodonta là một loài Hymenoptera trong họ Halictidae. Loài này được Baker mô tả khoa học năm 2002.